# Pinkfong
Pinkfong (Tiếng Hàn:핑크퐁) là tên của một nhãn hiệu giáo dục trẻ em của công ty The Pinkfong Company, một công ty giáo dục và giải trí của Hàn Quốc, công ty con của Samsung Publishing Co Ltd. Nội dung của Pinkfong chủ yếu là các bài hát dành cho trẻ em, trong đó nổi tiếng nhất là bài Baby Shark với lượt xem trên YouTube lên đến hơn 12 tỷ. Kênh YouTube chính thức của Pinkfong cũng có lượt đăng ký lên đến 54 triệu.
Vào cuối tháng 12 năm 2017, nhạc sĩ - ca sĩ Thanh Bùi đã mua thành công bản quyền Pinkfong, và hiện tại Pinkfong đang được phát trên HTV3 - DreamsTV với mỗi tập phát sóng là 10 bài hát theo cùng một chủ đề, và được hai VJ nhí dẫn chương trình với phong cách dí dỏm, sinh động.